# 오늘의 신문
오늘의 신문은 KBS 3라디오(수도권 FM 104.9MHz, AM 1134kHz)에서 방송했던 시각장애인을 위한 신문 낭독 프로그램이다.

## 역사
2000년 1월 1일 KBS 3라디오 개국과 함께 《오늘의 신문 1부》와 《오늘의 신문 2부》라는 시리즈 형태의 제목으로 신설해 방송했으나, 2019년 2월 28일에 《오늘의 신문 2부》가 폐지되면서 2019년 3월 4일부터 《오늘의 신문 1부》라는 제목 중 "1부"라는 단어를 빼고 "오늘의 신문"이라는 단일화된 제목으로 변경하여 방송하다가, 2024년 5월 18일 방송을 마지막으로 24년만에 폐지되었다.

## 역대 방송시간
| 방송 채널   | 방송 기간                          | 방송 시간                                                                        | 제목            |
| ----------- | ---------------------------------- | -------------------------------------------------------------------------------- | --------------- |
| KBS 3라디오 | 2000년 1월 1일 ~ 2000년 11월 5일   | 매일 오전 11:10 ~ 낮 12:00                                                       | 오늘의 신문 1부 |
| KBS 3라디오 | 2000년 11월 6일 ~ 2001년 4월 8일   | 매일 오전 11:15 ~ 낮 12:00                                                       | 오늘의 신문 1부 |
| KBS 3라디오 | 2001년 4월 9일 ~ 2001년 10월 13일  | 월~토요일 오전 11:15 ~ 낮 1:00                                                   | 오늘의 신문 1부 |
| KBS 3라디오 | 2001년 10월 15일 ~ 2003년 5월 31일 | 월~토요일 오전 11:15 ~ 낮 12:40                                                  | 오늘의 신문 1부 |
| KBS 3라디오 | 2003년 6월 2일 ~ 2014년 12월 31일  | 월~토요일 오전 10:15 ~ 오전 11:40                                                | 오늘의 신문 1부 |
| KBS 3라디오 | 2015년 1월 1일 ~ 2017년 3월 4일    | 월~토요일 오전 10:10 ~ 오전 11:40                                                | 오늘의 신문 1부 |
| KBS 3라디오 | 2017년 3월 6일 ~ 2019년 3월 2일    | 월~토요일 오전 10:05 ~ 오전 11:40                                                | 오늘의 신문 1부 |
| KBS 3라디오 | 2000년 1월 1일 ~ 2001년 4월 7일    | 월~토요일 오후 5:05 ~ 저녁 6:00                                                  | 오늘의 신문 2부 |
| KBS 3라디오 | 2002년 4월 1일 ~ 2004년 10월 16일  | 월~토요일 오후 5:05 ~ 저녁 6:00                                                  | 오늘의 신문 2부 |
| KBS 3라디오 | 2001년 4월 9일 ~ 2002년 3월 31일   | 매일 오후 5:05 ~ 저녁 6:00                                                       | 오늘의 신문 2부 |
| KBS 3라디오 | 2004년 10월 18일 ~ 2005년 4월 30일 | 월~토요일 오후 5:00 ~ 저녁 6:00 (생방송), 월~토요일 밤 11:00 ~ 밤 12:00 (재방송) | 오늘의 신문 2부 |
| KBS 3라디오 | 2005년 5월 2일 ~ 2007년 4월 14일   | 월~토요일 오후 5:15 ~ 저녁 6:00                                                  | 오늘의 신문 2부 |
| KBS 3라디오 | 2011년 11월 7일 ~ 2019년 2월 28일  | 월~토요일 오후 5:15 ~ 저녁 6:00                                                  | 오늘의 신문 2부 |
| KBS 3라디오 | 2007년 4월 16일 ~ 2010년 4월 17일  | 월~토요일 오후 5:10 ~ 저녁 6:00                                                  | 오늘의 신문 2부 |
| KBS 3라디오 | 2010년 4월 19일 ~ 2011년 11월 5일  | 월~토요일 오후 5:05 ~ 저녁 6:00                                                  | 오늘의 신문 2부 |
| KBS 3라디오 | 2019년 3월 4일 ~ 2024년 5월 18일   | 월~토요일 오전 10:05 ~ 오전 11:40                                                | 오늘의 신문     |